# Рай

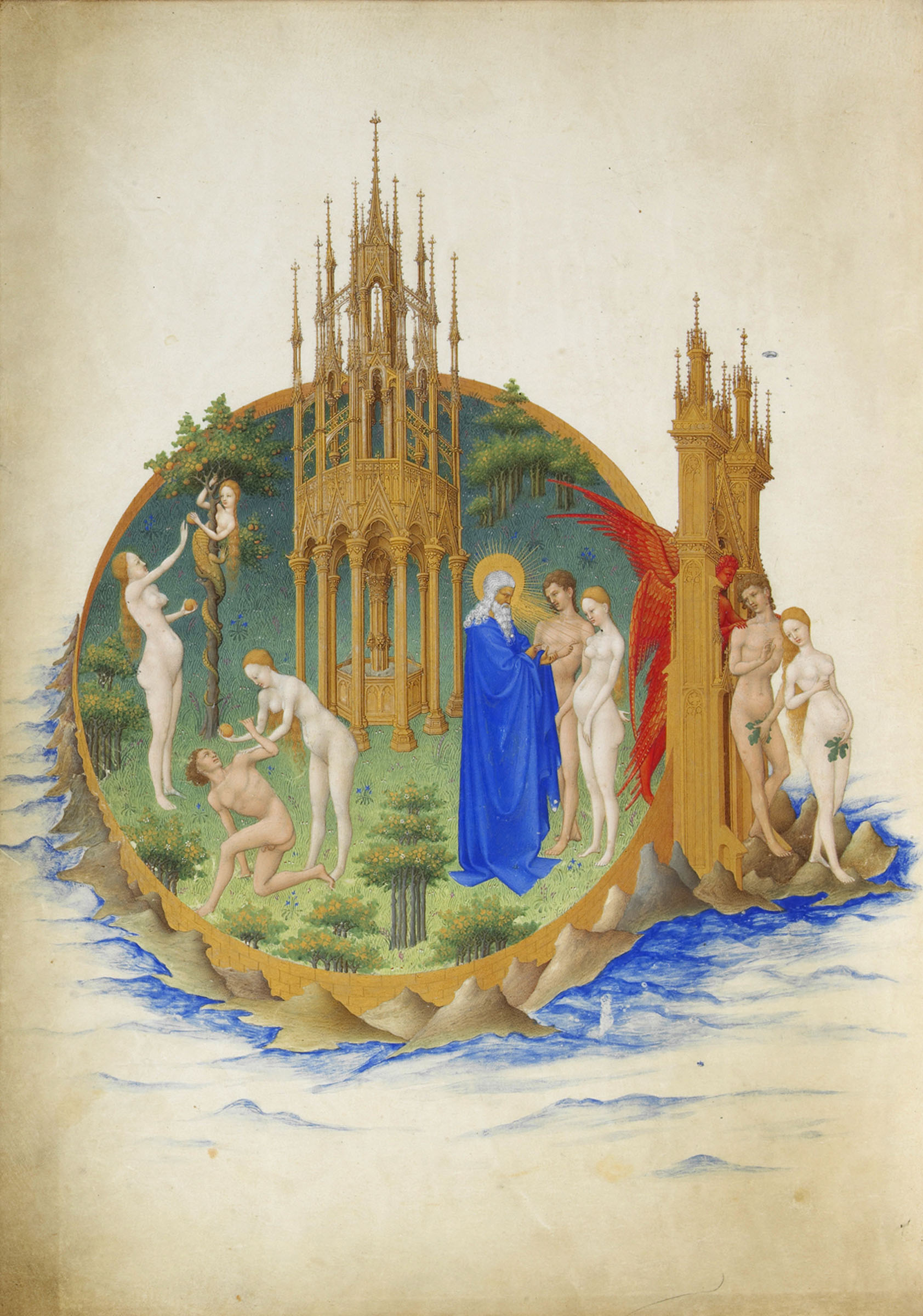
Едем-рай в образі саду, картина братів Лімбург, між 1411 та 1416 р.

Рай — в авраамічних релігіях назва оселі для праведних і безгрішних людей, де вони ведуть безтурботне життя та здатні безпосередньо спілкуватися з Богом. Під раєм розуміється, по-перше, місце проживання перших людей до їхнього гріхопадіння (це місце також знане як Едем), а по-друге, небожителів і праведників, які отримають її після Страшного суду. За поширеними уявленнями, душі праведників потрапляють до раю невдовзі після смерті, хоча в Біблії наявні вірші, котрі як підтверджують, так і заперечують це. Рай має подвійну природу, це і матеріальне місце, і, що головніше — стан спілкування з Богом, якого неможливо досягнути за земного життя в усій повноті через гріховність людини. Подекуди рай ототожнюється з Царством Божим. Подібні уявлення наявні також у багатьох інших релігіях.
У переносному значенні рай — красива, благодатна місцевість; чудове, спокійне, щасливе життя; насолода, блаженство, щастя; лагідне звертання до людини.

## Етимологія
Слов'янське слово «рай» споріднене з «рій», «роїтися», «ринути», а також назвою міфічної благодатної землі — Вирієм. Ці назви імовірно пов'язані зі словом «ирій», котрим первісно називали небо, пересування повітряних мас. Інша версія пов'язує походження слова з давньоіндійським [ray] — «скарб, багатство».
У багатьох європейських мовах аналоги слова «рай» походять від перського «парідя» (𐎱𐎼𐎭𐎹𐎭𐎠𐎶) — буквально «місце, обнесене стіною», що позначало царський сад або мисливські угіддя. Від нього утворене слово івриту «пардес» (івр. פרדס), що увійшло до грецької як грец. παράδεισος, до латинської як лат. paradisus, французької як фр. paradis і зрештою до англійської в формі англ. paradise — «Парадіз».

## Рай у Старому Заповіті
Рай як синонім Едемського саду згадується в Книзі Буття та пов'язаний з історією Адама та Єви. Там його описано як місце, створене для проживання перших людей, де вони не мали нестачі в їжі, могли вільно спілкуватися з Богом, і повинні були започаткувати людство. Після гріхопадіння Адама з Євою було вигнано з раю, а на його вході поставлено херувима з полум'яним мечем.

## Рай у Новому Заповіті

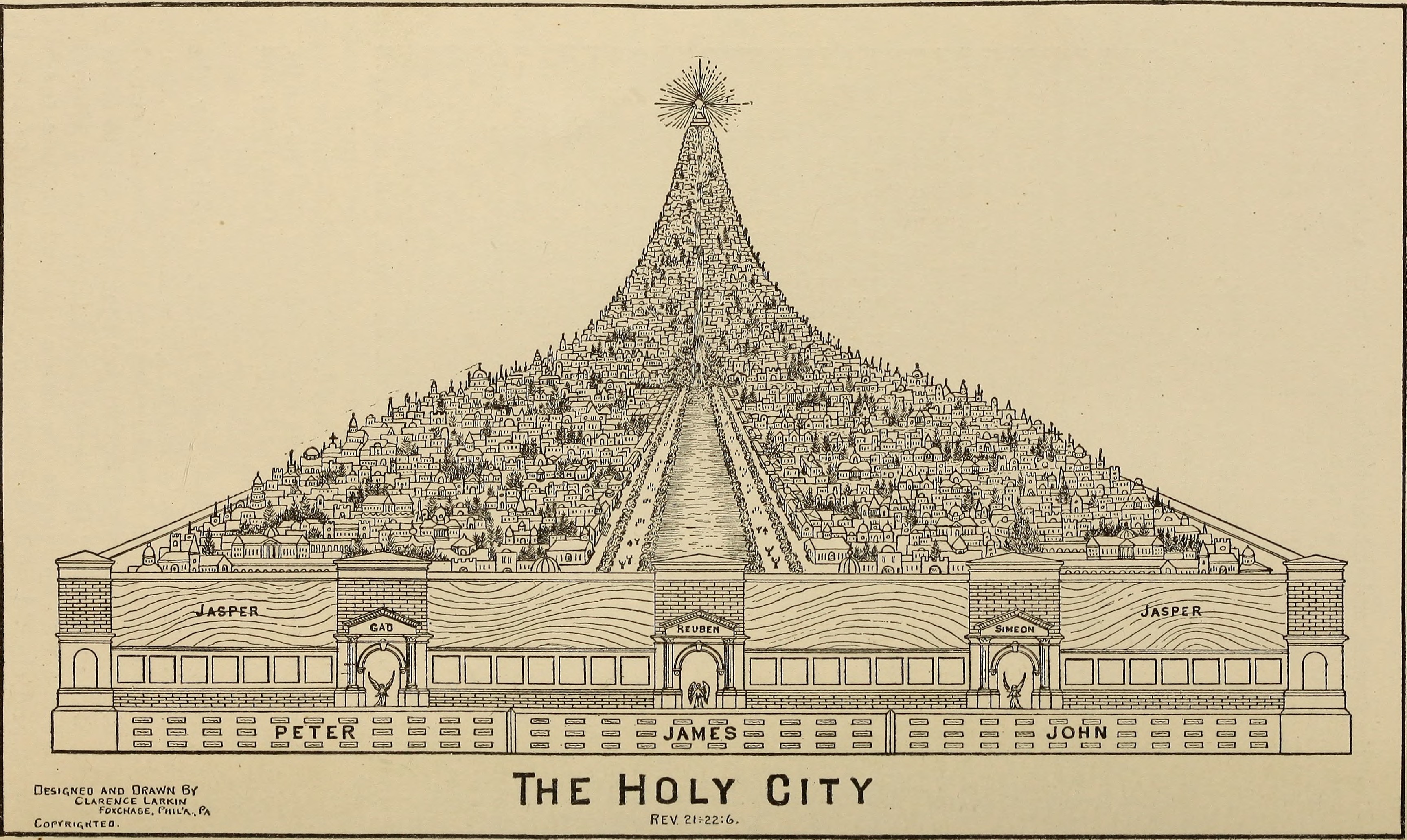
Новий Єрусалим, ілюстрація 1919 р.

У Новому Заповіті слово «рай» згадується лише тричі. В євангелії від Луки, Христос говорить розбійнику, котрий вказує, що Христа розіп'ято несправедливо: «Поправді кажу тобі: ти будеш зо Мною сьогодні в раю!» В другому послання коритянам від апостола Павла наводяться слова про чоловіка «що до раю був узятий, і чув він слова невимовні, що не можна людині їх висловити» (імовірно, мається на увазі сам апостол Павло). Остання згадка міститься в одкровенні Іоана Богослова: «Хто має вухо, хай чує, що Дух промовляє Церквам: переможцеві дам їсти від дерева життя, яке в раю Божім».
Загалом, з Біблії відомо про рай лише те, що люди перебували в ньому та можуть повернутись, і що тамтешні умови неможливо виразити людською мовою, а деталі не мають значення. Богословами описи Едему-раю як саду тлумачаться таким чином, що сад є метафорою гармонії між природою та культурою. Людина відчуває себе там у безпеці й достатку, водночас природа не зазнає руйнування. В раю міститься джерело вічного життя (його символом є Дерево життя).
Щодо посмертного перебування праведників, слова Христа надають метафору вже не саду, а бенкету, де люди відчувають радість від присутності одне одного. З наявних описів випливає, що рай — це передусім не місце, а стан, у якому можна перебувати й на землі, але цілком він розкривається в іншій, позаземній, реальності, опис якої неможливий. Приклади розбійника та воскресіння Лазаря не цілком зрозумілі: Христос обіцяє розбійникові рай «сьогодні», тоді як померлий Лазар повертається до життя через чотири дні з небуття (так званого Лона Авраамового). Богослів'я вирішує цю суперечність таким чином: найбільші праведники (передусім ті, що шануються як святі) входять до раю одразу після смерті.
Майбутній стан світу, який часто ототожнюється з раєм, відрізняється від Едему. В одкровенні Іоана Богослова (глава 22) він називається Новим Єрусалимом і описаний вже не як сад, а як місто, в якому також буде джерело безсмертя (Дерево життя).

## Рай у Корані
Джаннат, що перекладається як рай, описується в Корані місцем, де після смерті перебувають праведники. Він згадується і як аналог Едемського саду, проте в цій священній книзі його описи майже відсутні. На відміну від Старого Заповіту, рай тут мислиться цілком як окремий світ, за розмірами рівний «небу і землі». Натомість детально описано блага, що чекають там на людей: чудесні річки, сади з плодами, джерела напоїв, палаци з прислугою та дружинами. В ісламі, первісний Джаннат не було закрито для людей і всі праведники можуть потрапити в нього після смерті.

## Паралелі у світових віруваннях

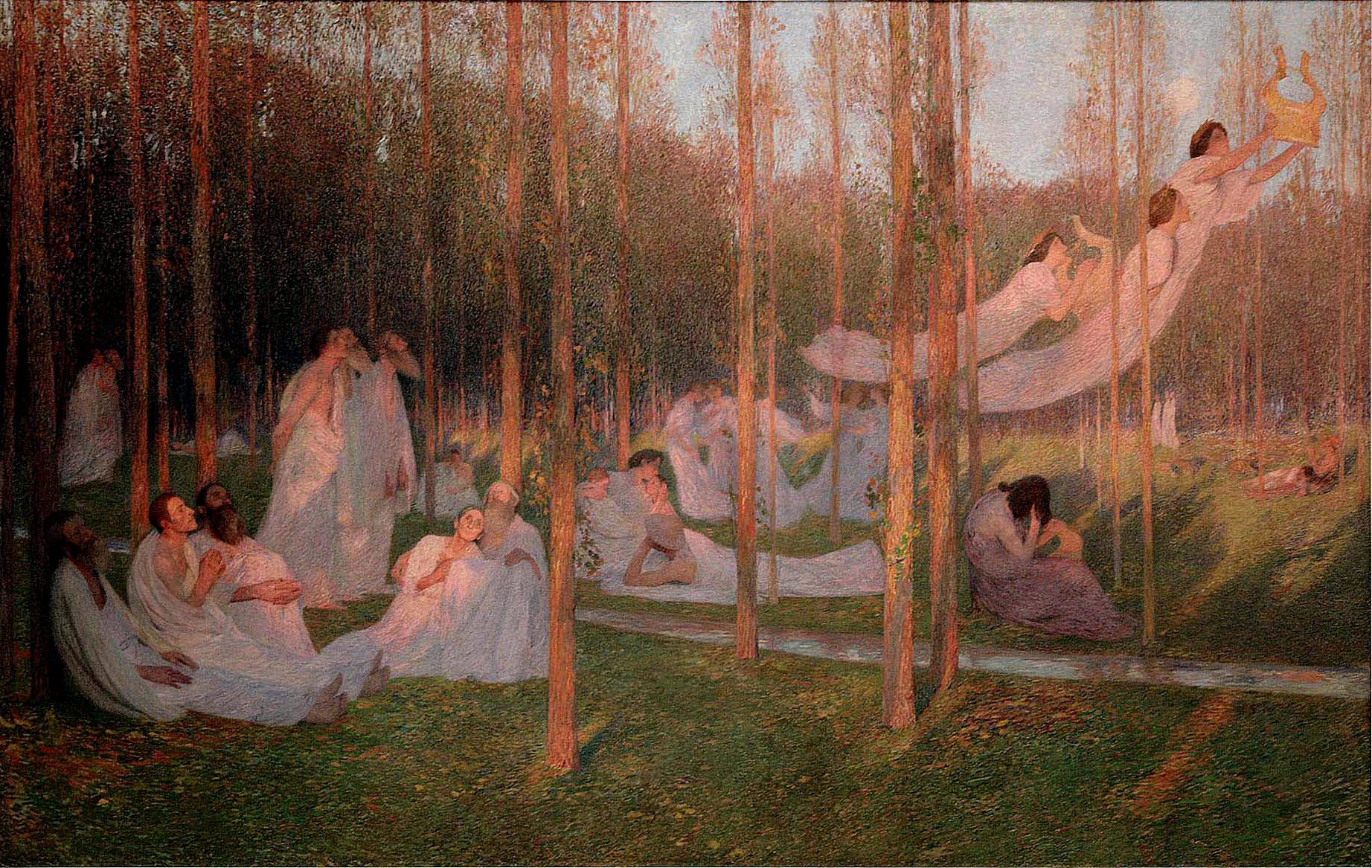
«Безтурботність» Генрі Мартіна, 1899 р. Тіні праведних в Елісії

Уявлення про кращий світ, до якого може потрапити людина після смерті або при житті, відомі в численних розвинених релігіях. Архаїчні релігії описують посмертну долю людини приземлено: її душа або перетворюється на духа-покровителя роду чи племені, або на шкідливого духа, або потрапляє до світу мертвих (розташованого зазвичай під землею), де веде безрадісне існування. Наприклад, давньогрецьке царство Аїда (Плутона у римлян) переважно уявлялося наповненим душами померлих, що не пам'ятають земного життя та вічно сновигають по асфоделевих луках. Показово, що такий потойбічний світ уявлявся цілком матеріальним місцем, куди можливо увійти деяким живим, оскільки категорія надприродного ще не була чітко виділена. Менш поширені уявлення про переселення душ померлих в предмети або істот.

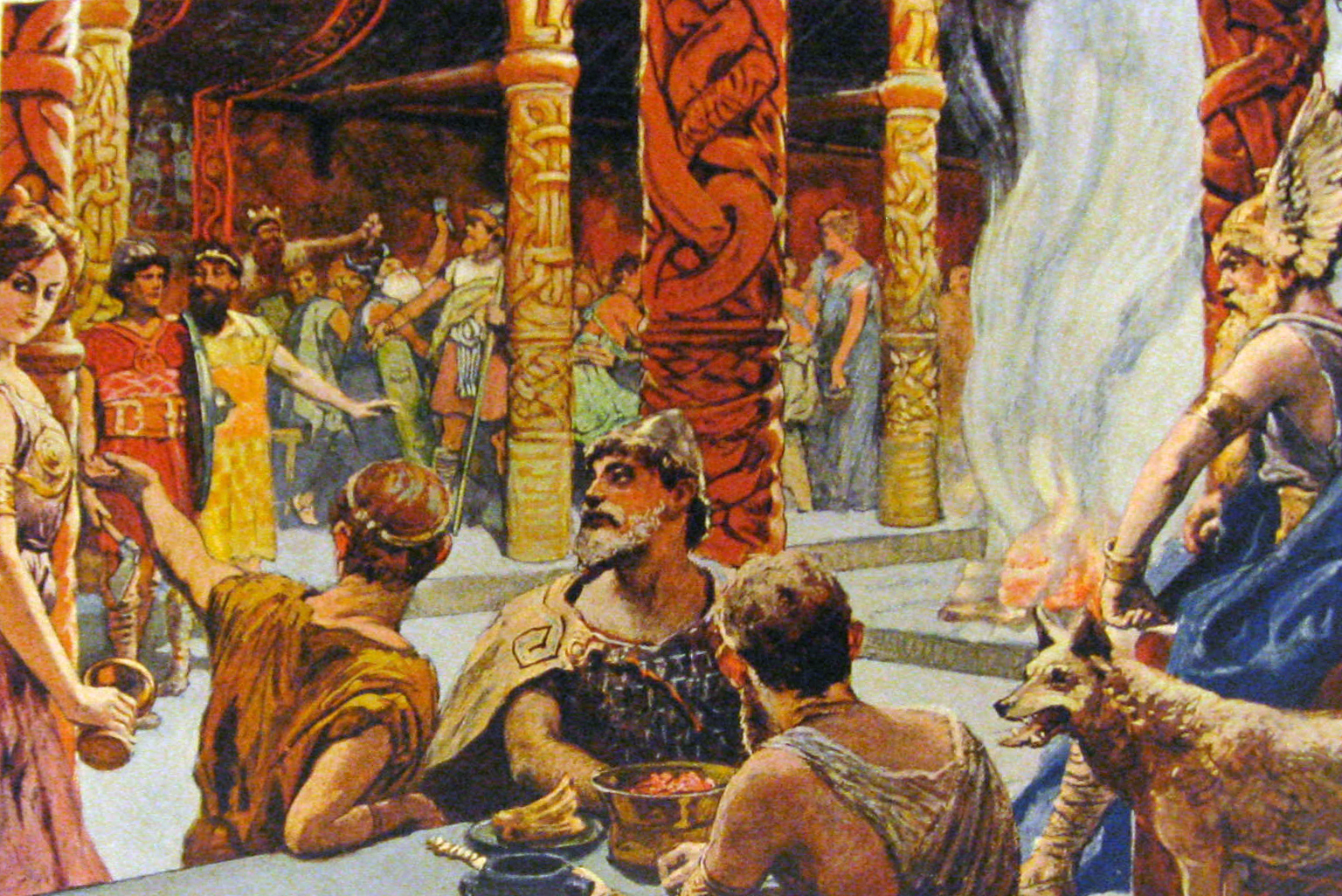
«Вальгалла», картина Еміля Доплера, 1905 р.

Розвиненіші релігії описують світ мертвих як місце відпочинку або й насолод, що схоже на земний світ, але якісно вище. Там не існує смерті, зими, ночі, врожаї відбуваються багато разів на рік, існують численні блага та розваги, що триватимуть вічно. Такими уявлялися Елісій, Вирій, Вальгалла. Багато уявлень разом з тим зображають посмертне життя прямим продовженням земного. До прикладу, людина зберігає свій соціальний статус або вік на момент смерті. Тому в єгипетському Дуаті царі продовжували бути царями, а їхні раби — рабами, хоча і в кращих умовах. Звідси повсюдно поширені звичаї класти в поховання речі, що задовольняють тілесні потреби людини (їжа, одяг) або були їй цінні чи слугували ознаками статусу, ремесла (наприклад, знаряддя праці). Краща посмертна доля традиційно приписується особам, померлим природною смертю або такою, що визнається «гідною». Решті (померлі діти, самогубці, загиблі через нещасний випадок, порушники клятви тощо) приписувалося існування в подобі шкідливих істот, або покарання, або ж знищення їхньої душі.
Класичне індуїстське та буддистське богослів'я описує, що благочесні люди перероджуються не лише в тілах людей, доля яких легша, а також в інших, кращих, світах або площинах буття. Конкретно з авраамічним раєм має паралель Сварґа, що є низкою небесних світів, де отримують життя обрані благочесні люди, живучи поряд з богами. Її відповідник у буддизмі — це Тушіта, один з ярусів небес, де мешкають просвітлені. Індуїстський стан мокші та буддистську нірвану не слід ототожнювати з раєм авраамічних релігій, у ній будь-які відчуття відсутні, в тому числі відчуття радощів чи блаженства.
Значний вплив на європейські уявлення про рай здійснила філософія платоніків. Згідно з Платоном, душа приходить в людське тіло з вищого світу ідей, де володіє абсолютним знанням, а за життя тільки згадує його частку і відповідно до своїх дій, здатна туди повернутися. Також, Платон наголошував на духовній суті потойбіччя й неможливості цілком описати його. В раввіністичній літературі зустрічаються описи чуттєвого раю, хоча ортодоксальний юдаїзм дотримується думки про духовне задоволення праведників у потойбіччі та відповідно покарання для грішників. Юдейський рай часто уявляється поділеним на декілька ярусів (небес).

## Рай у Божому Принципі
Згідно з "Викладом Принципу", богословським вченням Церкви Об'єднання, існує чітке розрізнення між поняттями "рай" та "Царство Небесне". Ці терміни позначають різні сфери духовного світу та стани, яких досягають душі після фізичної смерті.
Рай як місце очікування
Рай визначається як проміжна сфера в духовному світі. Це місце, куди потрапляють духи людей, котрі за життя на землі повірили в Ісуса Христа і досягли духовного рівня, що називається "рівнем духів життя". Однак, згідно з цим вченням, рай не є кінцевою метою. Він описується як "кімната очікування" або "зал очікування" перед входом до Царство Небесного.
У "Принципі" стверджується, що навіть сам Ісус після розп'яття не увійшов до Царства Небесного, а перебуває в раю. Причиною цього є те, що його місія зі створення Царства Небесного на землі не була повністю завершена через невіру людей. Оскільки Ісус не зміг створити досконалу сім'ю та країну, де Бог був би Володарем, він не міг увійти до Царства Небесного, яке, згідно з цим вченням, є місцем для досконалих сімей. Обіцянка раю розбійнику на хресті розглядається як свідчення того, що в останні хвилини, коли завершення місії стало неможливим, Ісус міг запропонувати лише рай, а не Царство Небесне.
Царство Небесне як кінцева мета
Царство Небесне, на відміну від раю, є найвищою сферою духовного світу. Воно призначене для людей, які досягли повної досконалості — як духовної, так і фізичної — ще за життя на землі. Цей стан називається "рівнем божественних духів". Вхід до Царства Небесного можливий лише після того, як воно буде встановлене на землі через прихід Месії Другого пришестя. Згідно з цим вченням, духи, що перебувають у раю (включно з духами християн епохи Нового Заповіту), мають повернутися на землю під час Другого пришестя. Вони допомагатимуть людям на землі повірити в Господа Другого пришестя і служити йому. Через цю співпрацю, коли люди на землі досягнуть рівня божественних духів, духи з раю також зможуть отримати ті ж переваги і разом з ними увійти до Царства Небесного.
Отже, в "Принципі" рай — це тимчасовий стан і місце для духів, які досягли духовного спасіння через віру, тоді як Царство Небесне — це вічна оселя для повністю відновлених, досконалих людей, які створили ідеальні сім'ї та світ на землі.

## Рай у масовій культурі
Віра в рай дуже поширена. Опитування, проведене в США у 2014 році показало, що в середньому 72 % людей вірять в його існування і лише 21 % категорично заперечують. Найпоширеніша віра в рай серед протестантів (афроамериканські — 93 %, євангельські — 88 %) і мормонів (95 %). Вельми поширена в католиків (85 %) і православних (81 %). У джаннат вірять 89 % мусульман. Значно менше вірять в рай чи його аналоги буддисти (47 %), індуїсти (48 %), свідки Єгови (50 %) та юдаїсти (40 %). Відсоток віруючих у рай серед жінок трохи більший — 55 % проти 45 % серед чоловіків. Загалом люди більше вірять в існування раю, ніж пекла. Цікавою деталлю іншого дослідження 2012 року стало те, що рівень злочинності нижчий там, де більше вірять у пекло, і вищий там, де більше вірять у рай. Причина цього вбачається в переконанні людей, що Бог простить їх замість карати.